# Хойт
50°18′25″ пн. ш. 106°08′08″ сх. д. / 50.306944444444° пн. ш. 106.13555555556° сх. д.
Хойт (монг. Хойт) — станція в Монголії, розміщена на Трансмонгольській залізниці між станціями Наушки (Росія) (відстань — 12 км) і Сухе-Батор (17 км).